# Wallpaper tax
Wallpaper tax (ang. podatek od tapet) – podatek nałożony w Wielkiej Brytanii w 1712 roku, za panowania królowej Anny.
Tapety stawały się modne, ponieważ były tańszą alternatywą dla tapiseri i boazeri.
Podatek dotyczył tapet: malowanych, barwionych, drukowanych i we wzory, a stawka podatku wynosiła 1 pensa za jard kwadratowy. Stawka została podniesiona w 1714 do 1,5 pensa, 1777 do 1,75 pensa i w 1809 roku do 1 szylinga za jard (w 2019 jest to równowartość £3,65).
Wprowadzenie podatku spowodowało wzrost cen i skupienie się produkcji na tapetach droższych.
Podatek był omijany, ponieważ podatnicy kupowali nieopodatkowany papier i sami go ozdabiali.
Podatek przynosił niskie dochody i został zniesiony w 1836 roku.